# كأس كرواتيا 2002–03
كأس كرواتيا 2002–03 (بالكرواتية: Hrvatski nogometni kup 2002./03.)‏ هو الموسم 12 من كأس كرواتيا. أقيم خلال الفترة 26 أغسطس 2002 وحتى 4 يونيو 2003، وأشرف على تنظيمه اتحاد كرواتيا لكرة القدم، وكان عدد الأندية المشاركة فيه 48، وفاز فيه هايدوك سبليت.